# Dactylopodia rostrata
Dactylopodia rostrata är en kräftdjursart. Dactylopodia rostrata ingår i släktet Dactylopodia och familjen Thalestridae. Inga underarter finns listade i Catalogue of Life.